# مخاطر قانونية
في عام 2003 صنفت بازل 2 المخاطر القانونية (بالإنجليزية: legal risk)‏ على أنها مجموعة فرعية من المخاطر التشغيلية. يعتمد هذا المفهوم على منظور الأعمال، مع إدراك وجود تهديدات في بيئة تشغيل الأعمال. والفكرة هي أن الشركات لا تعمل في فراغ، وأنه في حالة استغلال الفرص ومشاركتها مع الشركات الأخرى فإن أنشطتها تصبح عُرضة للمسؤوليات القانونية والالتزامات.
أحد الأسباب الرئيسية لارتباط المخاطر القانونية بالمخاطر التشغيلية ينطوي على الاحتيال نظرًا لأنه يُعترف به كأهم فئة من حالات الخسائر التشغيلية ويعتبر أيضًا مشكلة قانونية. ولا يعني ذلك أن الخطر القانوني يقتصر فقط على هذا المفهوم لأنه يتم تعريفه بأكثر من طريقة. على سبيل المثال، هناك مجموعات محددة من المخاطر القانونية التي يحددها قانون الاتحاد الأوروبي (EU). في عام 2005، أعلن البنك المركزي الأوروبي أنه سيضع تعريفه القانوني للمخاطر للمساعدة في «تسهيل التقييم السليم للمخاطر وإدارة المخاطر، بالإضافة إلى ضمان اتباع نهج متسق بين مؤسسات الائتمان في الاتحاد الأوروبي».

## تعريفات
لا يوجد تعريف قياسي للمخاطر القانونية.
عَرَّفَ ماكورميك (Mcormick, R)، في 2004، المخاطر القانونية على أنها هي مخاطر الخسارة التي تحدث لمؤسسة والتي تنتج في المقام الأول عن:

(أ) معاملة معيبة ؛ أو 

(ب) المطالبة (بما في ذلك الدفاع عن مطالبة أو دعوى مضادة) أو وقوع حدث آخر ينتج عنه مسؤولية عن المؤسسة أو خسارة أخرى (على سبيل المثال ، نتيجة لإنهاء العقد) أو ؛ 

(ج) عدم اتخاذ التدابير المناسبة لحماية الأصول (مثل الملكية الفكرية) التي تمتلكها المؤسسة ؛ أو 

(د) تغيير القانون.
جونسون وسوانسون. 2007
مصاريف مقاضاة شركة.
Whalley ، M. 2016
المخاطر القانونية هي مخاطر الخسارة المالية أو السمعة التي يمكن أن تنتج عن نقص الوعي أو سوء الفهم أو الغموض أو اللامبالاة المتهورة في الطريقة التي ينطبق بها القانون والتنظيم على عملك وعلاقاته وعملياته ومنتجاته وخدماته.
Tsui TC. 2013
تكلفة وفقدان الدخل بسبب عدم اليقين القانوني ، مضروبًا في إمكانية الحدث الفردي أو البيئة القانونية ككل.
من أكثر المخاطر القانونية وضوحًا لممارسة الأعمال التجارية التي لم يتم ذكرها في التعريفات المذكورة أعلاه هو خطر الاعتقال والمحاكمة.
تحتوي جميع التعريفات على مزيد من التفاصيل.